# کیتا-کو، نیگاتا
کیتا-کو (به لاتین: Kita-ku) یک منطقهٔ مسکونی در ژاپن است که در نیگاتا واقع شده‌است. کیتا-کو ۱۰۷٫۷۲ کیلومتر مربع مساحت و ۷۵٬۹۹۰ نفر جمعیت دارد.